# Hugo Marti
Hugo Marti (* 23. Dezember 1893 in Basel; † 20. April 1937 in Davos) war ein Schweizer Germanist, Schriftsteller und Feuilletonredaktor.

## Leben
Hugo Marti war der dritte Sohn und das fünfte von sechs Kindern des 1907 verstorbenen Direktors der 1906 gegründeten Schweizerischen Nationalbank in Bern und der früh verstorbenen Emma geb. Brüderlin.
Marti wuchs in Basel, Liestal und in Bern auf. In Bern besuchte er das Gymnasium, legte 1912 die Maturitätsprüfung ab und nahm an der Universität das Studium der Rechtswissenschaft auf. 1914 wechselte er zur germanischen und romanischen Philologie. Er promovierte 1921 an der Universität Bern mit einer Dissertation über die Sprache des schweizerischen Zivilgesetzbuches.
Unterbrochen wurde das Studium in Bern durch ein Semester in Berlin im Sommer 1913 und einen anschliessenden längeren Aufenthalt in Ostpreussen, wo er im Winter 1913/1914 Vorlesungen der Universität Königsberg besuchte. 1915 ging er als Hauslehrer des Fürsten Cantacuzino nach Rumänien. Im Februar 1917 floh er im Auftrag der Dienstfamilie mit den ihm anvertrauten Kindern über Russland und Finnland nach Jaren und Gran in Norwegen. Von dort war die geplante Weiterreise in die Schweiz infolge des U-Boot-Krieges nicht mehr möglich. Marti blieb mit den Zöglingen bis Kriegsende in Norwegen. Im Juli 1919 kündigte er die Hauslehrerstelle, kehrte nach Bern zurück und nahm sein Studium wieder auf.
Die Auslandjahre nutzte Marti zur Vertiefung der Kenntnisse der französischen Sprache, die in der rumänischen Oberschicht gesprochen wurde, sowie zum Studium der Literaturen und Sprachen der Gastländer. In Oslo lernte er seine spätere Frau Elsa Lexow-Breck kennen.
Seit den Jugendjahren arbeitete er an literarischen Texten, so seit 1912, dem ersten Berner Semester, an der mythischen Dichtung Balder, die in der Nachfolge Spittelers steht. Die Erlebnisse in Ostpreussen, Rumänien und Norwegen verarbeitete er in seinen späteren Werken.
Nach der Rückkehr in die Schweiz stellte Marti seine Dissertation fertig, arbeitete 1921 kurze Zeit bei der Berner Tageszeitung Bund, danach beim Pestalozzi-Kalender, und wurde 1922 als Feuilletonredaktor an den Bund zurückberufen. Dort machte er sich als verständnisvoller Kritiker junger Schriftsteller wie Max Frisch, Friedrich Glauser oder Kurt Guggenheim einen Namen. Nach Martis Tod wurde bekannt, dass er unter dem Pseudonym Bepp regelmässig satirische Kurztexte für den Bund verfasst hatte. Seine Familie hat später in vier Broschüren eine Auswahl davon herausgegeben.
Marti widmete sich neben der Redaktion einer reichen Vortragstätigkeit, der Förderung des Radios für die Literaturvermittlung und weiteren Engagements im Bereich der Kultur. Das eigene Schreiben pflegte er in den Ferien und später während Kuraufenthalten. Eine letzte umfangreiche Publikation war die Biographie seines verstorbenen Freundes Rudolf von Tavel.
Hugo Marti starb in seinem 44. Lebensjahr an den Folgen einer 1928 ausgebrochenen Tuberkulose-Erkrankung, die nach einem Unglücksfall mit dem neuen Ofen eines Ferienhauses 1933 neu ausbrach. Seinen Aufenthalt in der Basler Heilstätte Davos verarbeitete er in seinem Davoser Stundenbuch literarisch. Seine letzte Ruhestätte fand er auf dem Schosshaldenfriedhof von Bern.
Martis Nachlass befindet sich im Schweizerischen Literaturarchiv in Bern. Die Familie übergab jedoch einzelne Archivalien und Objekte 1966 und aus Anlass von Gedenkausstellungen 1987 und 1993 dem Dichter- und Stadtmuseum Liestal, darunter das handschriftliche Manuskript von «Eine Kindheit» mit der Darstellung von Martis Kindheit in Basel, Liestal und Bern. Das Dichter- und Stadtmuseum Liestal verfügt mit diesen Schenkungen, der begleitenden Korrespondenz sowie einer Sammlung von Primär- und Sekundärtexten über einen ergänzenden Teilbestand zu Hugo Marti. 
Zwei Ölgemälde mit Abbildungen von Hugo Marti sind bekannt: Seine Cousine, die Malerin Helen Hoch, hat ihn portraitiert, und der Maler Fritz Pauli hat 1934 ein Bild geschaffen, das Marti als Patienten auf einer Liege zeigt.

## Werke
- Beiträge zu einem vergleichenden Wörterbuch der deutschen Rechtssprache, auf Grund des Schweizerischen Zivilgesetzbuches. Paul Haupt, Bern 1921
- Wortregister zum Schweizerischen Zivilgesetzbuch. Haupt, Bern 1922
- Das Haus am Haff. Erzählung. Rhein-Verlag, Basel 1922
- Das Kirchlein zu den sieben Wundern. Legenden. Rhein, Basel 1922
- Balder. Sieben Nächte. Rhein, Basel 1923
- Der Kelch. Gedichte. Rhein, Basel 1925
- Jahresring. Ein poetischer Roman voll Nordlandzauber. Rhein, Basel 1925
- Rumänisches Intermezzo. Buch der Erinnerung. Francke, Bern 1926
- Rumänische Mädchen. Zwei Novellen. Francke, Bern 1928
  - Neuausgabe: Salzwasser-Verlag, Paderborn 2013 (Reproduktion des Originals, angepasst an die neue Rechtschreibung. On-Demand-Ausgabe und Online-Ressource)
- Notizblätter von Bepp. Francke, Bern 1928 (zweite Folge 19??; dritte Folge 1942)
  - Neuausgabe v. Elsa Marti im Selbstverlag: Bern 1969
- Die Herberge am Fluss. Ein Spiel (ill. v. Fritz Pauli). Benteli, Bümpliz 1932
- Die Universität Bern. Lindner, Küssnacht am Rigi 1932
- Die Hundertjahrfeier der Universität Bern. Ein Bericht. Haupt, Bern 1934
- Davoser Stundenbuch. Francke, Bern 1935
- Rudolf von Tavel. Leben und Werk. Francke, Bern 1935; 4. A. Cosmos, Muri 1984, ISBN 3-305-00072-4
- Der Jahrmarkt im Städtlein. Gute Schriften (Band 187), Bern/Basel 1937

Postum sind erschienen:
- Eine Kindheit. Francke, Bern 1938 (erste Buchhandelsausgabe; laut Klappentext im Jahr 1929 «als Privatdruck in ganz kleiner Auflage [...] herausgegeben und vom Verfasser persönlich verteilt.»)
- Eine Kindheit. Gute Schriften (Band 323), Bern 1968
- Im Zeichen der Freundschaft (mit Lucian Blaga). Kriterion, Bukarest 1985
- Das Haus am Haff. Davoser Stundenbuch. Neu hg. v. Charles Linsmayer. Ex Libris, Zürich 1981
- «Die Tage sind mir wie ein Traum». Das erzählerische Werk. Hg. v. Charles Linsmayer. Huber, Frauenfeld 2004, ISBN 3-7193-1325-5
- Gesammelte Werke Hugo Martis. Asklepios-Media Dinslaken, 2014, ISBN 978-3-7339-0482-1, 3-7339-0482-6 (Online-Ressource)